# Ahmet Rapi
Ahmet Rapi (5 de mayo de 1998) es un deportista sueco que compitió en remo. Ganó una medalla de bronce en el Campeonato Mundial de Remo en Sala de 2022, en la prueba de ligero 2000 m.

## Palmarés internacional
| Campeonato Mundial | Campeonato Mundial | Campeonato Mundial | Campeonato Mundial |
| Año                | Lugar              | Medalla            | Prueba             |
| ------------------ | ------------------ | ------------------ | ------------------ |
| 2022               | Sede virtual       | Medalla de bronce  | Ligero 2000 m      |